# Liotyphlops ternetzii
Liotyphlops ternetzii là một loài rắn trong họ Anomalepididae. Loài này được Boulenger mô tả khoa học đầu tiên năm 1896.